# Hospital zu den Fünf Wunden

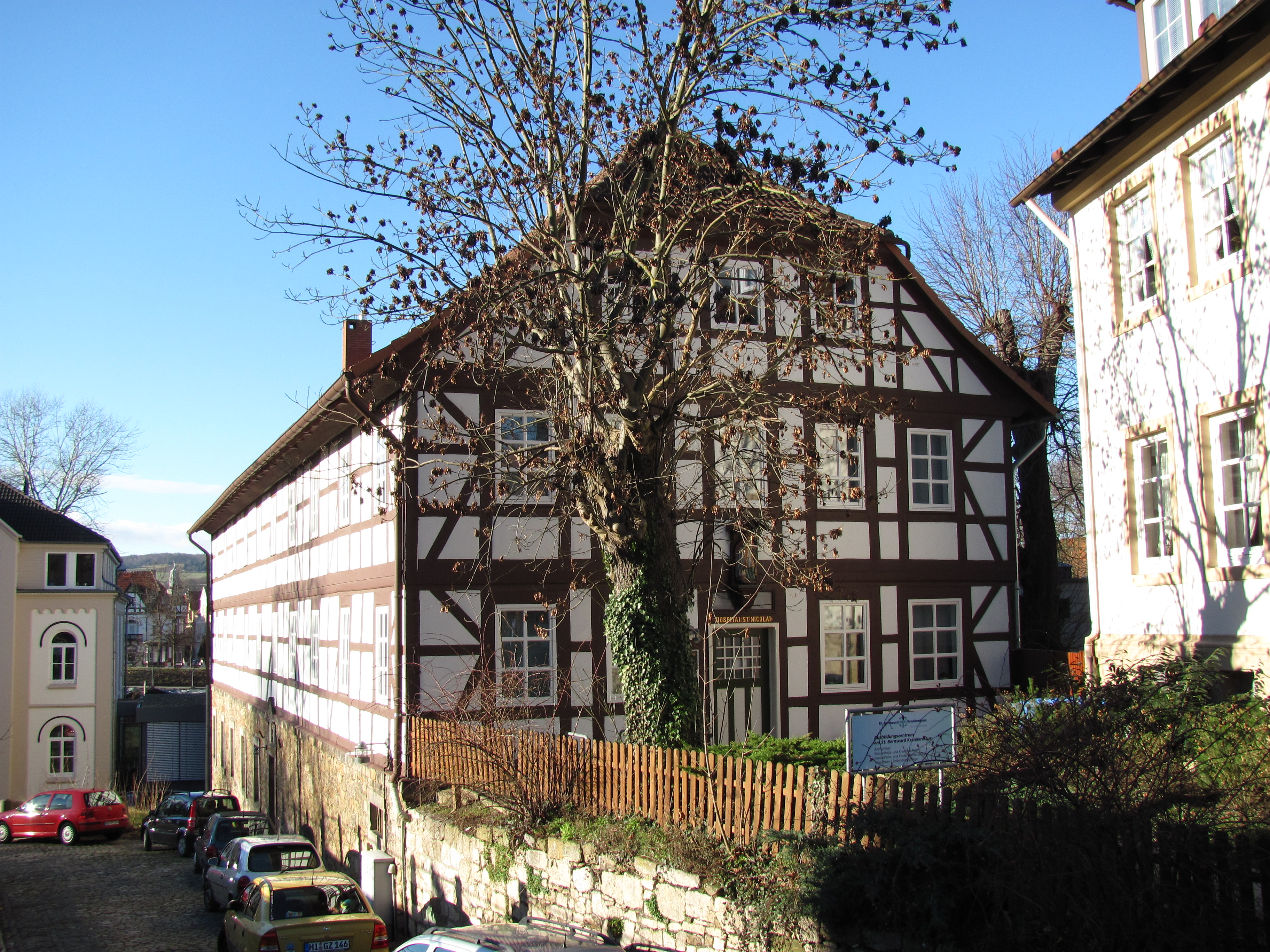
Hospital zu den Fünf Wunden

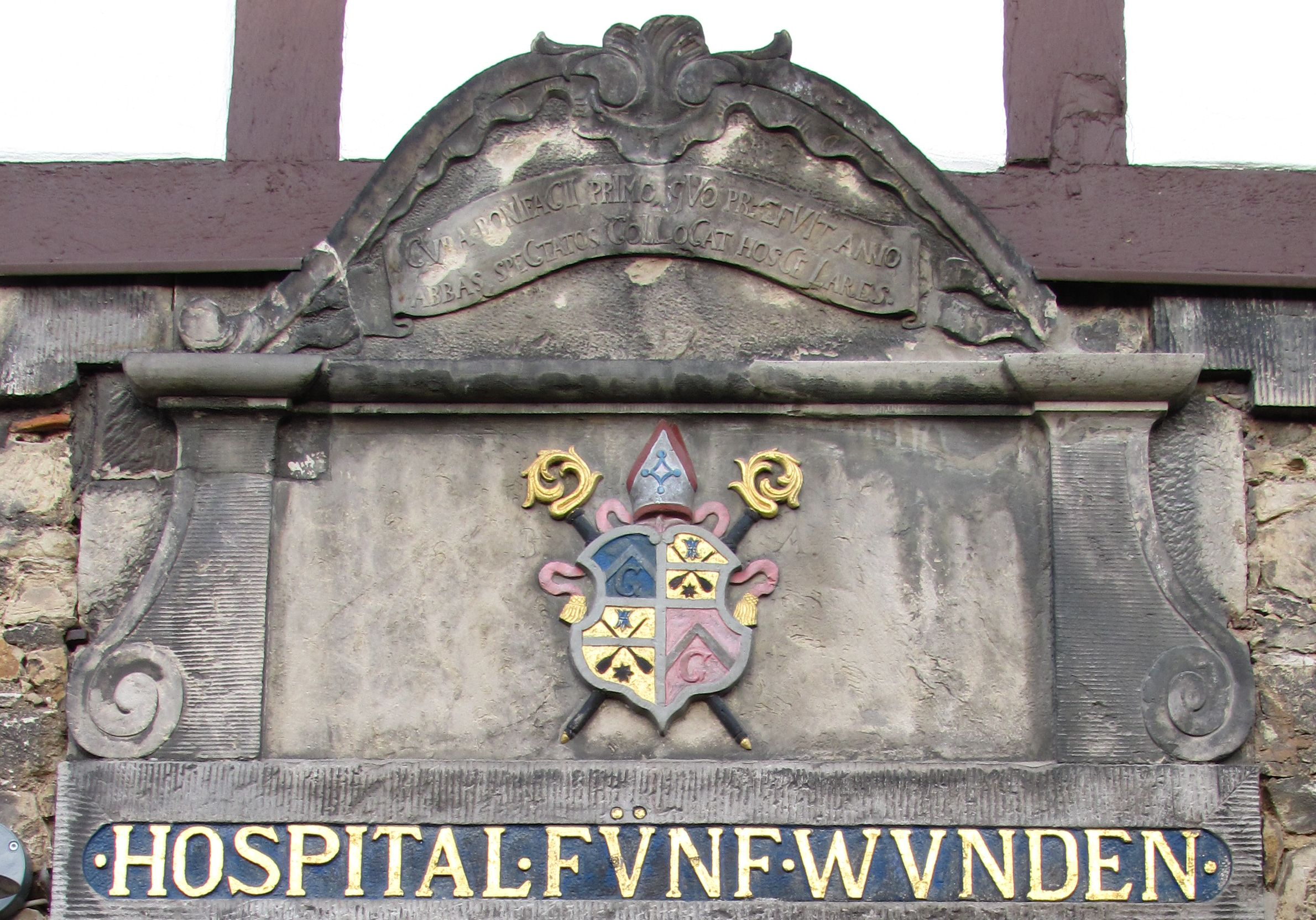
Eingangsportal mit Chronogramm

Das Hospital zu den Fünf Wunden ist ein Fachwerkhaus in der Stadt Hildesheim in Niedersachsen. Es liegt als Godehardsplatz 9–11 im südlichen Teil der Altstadt, gegenüber St. Godehard und hinter der Nikolaikapelle. Es ist gemäß § 3 (2) NDSchG denkmalgeschützt.

## Geschichte
1770 wurde in Hildesheim ein großes Fachwerkhaus gebaut, das zwei verschiedene Krankenhäuser beherbergte, die bereits mehrere Jahrhunderte zuvor gegründet worden waren. Das Erdgeschoss wurde dem Hospital zu den Fünf Wunden und die oberen Stockwerke dem Hospital Sankt Nicolai übergeben. Später führte man beide Krankenhäuser als Vereinigte Hospitäler zusammen. Das Gebäude behielt jedoch den Namen Hospital zu den Fünf Wunden. Der Name leitet sich von der Verehrung der heiligen Wunden ab, die Jesus bei der Kreuzigung zugefügt wurden. Ab dem 19. Jahrhundert wurde das Gebäude vom nahegelegenen St.-Bernward-Krankenhaus genutzt.
Während des Zweiten Weltkriegs wurde das Krankenhaus der fünf Wunden am 22. Februar und 22. März 1945 durch Bomben nur leicht beschädigt und die Schäden konnten sehr bald behoben werden. Das Gebäude wurde 1981 renoviert. Heute wird es als Ausbildungsstätte für Krankenschwestern genutzt.